# Walerija Gnarowska
Walerija Osipowna Gnarowska (ur. 18 października 1923 w Mołodicach w obwodzie pskowskim, zm. 23 września 1943) – rosyjska sanitariuszka, czerwonoarmista, Bohater Związku Radzieckiego.

## Życiorys
Była córką urzędnika pocztowego Osipa Gnarowskiego i jego żony Jewdokii. Ukończyła dziesięć klas szkoły w Podporożju, planowała studia w instytucie górnictwa, należała do Komsomołu. W lipcu 1941, gdy jej ojciec został zmobilizowany do Armii Czerwonej, razem z matką, do tej pory gospodynią domową, przejęła jego stanowisko pracy na poczcie. We wrześniu tego samego roku cała rodzina została ewakuowana do Iszymu na Syberii w związku z marszem wojsk niemieckim w kierunku Leningradu. Walerija Gnarowska z matką, babcią i młodszą siostrą zostały skierowane do Bierdiużja, gdzie dziewczyna pracowała jako telefonistka lub, według innego źródła, na poczcie.
W 1942 została zmobilizowana do Armii Czerwonej i ukończyła kurs instruktorów sanitarnych. Była instruktorem sanitarnym w 907 pułku strzeleckim 244 dywizji strzeleckiej 12 armii na Froncie Południowo-Zachodnim.
23 września 1943 podczas walk w pobliżu wsi Iwanienki (obwód zaporoski Ukrainy), starając się powstrzymać atak niemieckich sił pancernych, rzuciła się z wiązką granatów pod nacierający niemiecki czołg. Za swój czyn została pośmiertnie, w 1944, odznaczona tytułem Bohatera Związku Radzieckiego oraz Orderem Lenina.

## Upamiętnienie
Pomniki ku czci Waleriji Gnarowskiej znajdują się na miejscu jej śmierci i w centrum wsi Gnarowskoje. W Podporożju wzniesiono jej pomnik i umieszczono tablicę pamiątkową na ścianie szkoły, w której się uczyła. Jej nazwisko wymieniono wśród lokalnych bohaterów II wojny światowej na pomniku w Zaporożu. Jest również patronką ulic w Tiumeniu i w Podporożju. W 2009 pomnik Gnarowskiej ustawiono przy ulicy jej imienia w Plussie.